# 小行星2749
小行星2749（2749 Walterhorn）是一颗围绕太阳公转的小行星。1937年10月11日，卡爾·威廉·萊茵姆特在海德堡发现了此天体。
該小行星以美國藝術史學家沃爾特·霍恩命名。
这颗小行星的绝对星等为74.99579278857452等。